# Hof (Renânia-Palatinado)
Hof é um município da Alemanha localizado no distrito de Westerwaldkreis, estado da Renânia-Palatinado.
Pertence ao Verbandsgemeinde de Bad Marienberg.